# Nikita Tołubiejew
Nikita Pawłowicz Tołubiejew (ros. Ники́та Па́влович Толубе́ев, ur. 11 listopada 1922 w Jekaterynosławiu, zm. 1 czerwca 2013 w Moskwie) – radziecki działacz partyjny i dyplomata.

## Życiorys
Rosjanin, w latach 1941–1945 żołnierz Armii Czerwonej, uczestnik wojny z Niemcami. W latach 1946–1954 pracował w zakładzie metalurgicznym im. Dzierżyńskiego w Dnieprodzierżyńsku. Od 1947 członek WKP(b), w 1951 ukończył Dniepropetrowski Wieczorowy Instytut Metalurgiczny, od 1954 funkcjonariusz partyjny, w latach 1959–1961 II sekretarz Komitetu Obwodowego KPU w Dniepropetrowsku. Od maja 1961 do stycznia 1963 I sekretarz Komitetu Obwodowego KPU w Dniepropetrowsku, od 31 października 1961 do 29 marca 1966 członek KC KPZR, od stycznia do 7 lipca 1963 I sekretarz, a od 7 lipca 1963 do grudnia 1964 II sekretarz Dniepropetrowskiego Przemysłowego Komitetu Obwodowego KPU. Od grudnia 1964 do 1965 II sekretarz Dniepropetrowskiego Komitetu Obwodowego KPU, 1965-1967 słuchacz Wyższej Szkoły Dyplomatycznej przy Ministerstwie Spraw Zagranicznych ZSRR, od 20 kwietnia 1968 do 4 grudnia 1970 ambasador nadzwyczajny i pełnomocny ZSRR na Cyprze, od 4 grudnia 1970 do 4 kwietnia 1979 ambasador nadzwyczajny i pełnomocny ZSRR na Kubie. Od 9 kwietnia 1971 do 25 lutego 1986 ponownie członek KC KPZR, od 8 maja 1979 do 10 lipca 1983 ambasador nadzwyczajny i pełnomocny ZSRR w Bułgarii, od lipca 1983 do 1990 zastępca przewodniczącego Państwowego Komitetu ZSRR ds. Zagranicznych Kontaktów Gospodarczych. Deputowany do Rady Najwyższej ZSRR 6 kadencji. Odznaczony dwoma orderami.